# 林青 (海南政治人物)
林青（1911年—1987年6月），原名鸿合，海南省文昌县文教镇嘉美村人。1929年参加广西百色起义。1930年加入中国共产党。之後擔任過红三军团、红四方面军总部无线电台报务主任、电台队长。第二次中日戰爭时期，任八路军西安办事处电台台长、八路军香港办事处工作。中华人民共和国成立后擔任過广东省邮电管理局局长、党组书记、国家电子计算机工业总局顾问、第四机械工业部顾问、廣東省第一屆人大代表、第五届全国政协委员、第六届全国政协委员。